# География Калмыкии
Республика Калмыкия расположена на юге Европейской части России, в юго-западной части Российской Федерации. На востоке граничит с Астраханской областью, на севере граничит с Волгоградской областью, на западе с Ростовской областью, на юго-западе и юге со Ставропольским краем, на юге с Республикой Дагестан, на юго-востоке омывается Каспийским морем.
Площадь — 74,7 тыс. км², это 0,44 % площади России и 42-й по площади субъект Федерации.
Максимальная протяжённость края с севера на юг 423 км, с запада на восток 448 км.

## Физико-географические характеристики
Калмыкия находится на юге Восточно-Европейской равнины. Основную часть площади занимают равнины Прикаспийской низменности, расположенные ниже уровня океана. В пределах территории республики северная часть Прикаспийской низменности называется Сарпинской низменностью, а в её южной части находятся Чёрные земли. На западе находится Ергенинская возвышенность. С северо-запада на юго-восток протянулась Кумо-Манычская впадина — русло пролива, в древности соединявшего Каспийское и Чёрное моря. 
Сейчас это долины рек Западного и Восточного Маныча, низовье Кумы и многочисленные солёные озера и лиманы. Городовиковский район Калмыкии расположен на северной окраине Ставропольской возвышенности. Наивысшая точка республики — гора Шаред (222 метра) — находится в южной части Ергенинской возвышенности.

## Водные ресурсы
Общая площадь земель под водными объектами составляет 327, 1 тыс. га или 4,4 % земельного фонда Калмыкии.
Самое крупное озеро республики — озеро Маныч-Гудило. Важными водоёмами являются Сарпинские и Состинские озера, озеро Деед-Хулсун, Малое и Большое Яшалтинское озера.
Крупнейшей рекой на территории республики является Волга, которая пересекает территорию Калмыкии в районе посёлка Цаган Аман(12 км). Другие крупные реки — Егорлык (по реке проходит участок границы республики на крайнем юго-западе), Западный и Восточный Маныч, Кума (по реке проходит граница с Дагестаном). На территории республики находятся истоки рек Джурак-Сал и Кара-Сал, слияние которых образует реку Сал.
Большинство рек Калмыкии является малыми, пересыхающими, часто горько-солёными. Наиболее крупная из них — река Яшкуль.
Естественные водные системы Калмыкии подверглись значительной трансформации. Помимо естественных, в настоящее время на территории республики действует 6 крупных искусственных водных систем, созданных в 1960—1970-е годы:
- Черноземельская оросительно-обводнительная система;
- Каспийская оросительно-обводнительная система;
- Сарпинская оросительно-обводнительная система;
- Право-Егорлыкская оросительно-обводнительная система;
- Калмыцко-Астраханская оросительно-обводнительная система.
- Чограйское водохранилище (расположено на границе со Ставропольским краем) с прилегающими магистральными и распределительными каналами.

## Климат
Республика Калмыкия расположена в зонах степей, полупустынь и пустынь.
Климат в Калмыкии континентальный с переходом к резко континентальному в восточных и центральных районах республики. Осадков выпадает в среднем 200—300 мм в год. Продолжительность солнечного сияния 2180—2250 часов в году. Лето жаркое и долгое (+22°С — +24°С), порой до +50°С. Летом 2010 года на территории Калмыкии на метеостанции Утта был зафиксирован новый абсолютный максимум температуры для России +45,4 °C. Зима малоснежная (-8° — +3°С), иногда с непродолжительными морозами до — 20°С. Самые низкие температуры в северных районах иногда достигают −35°С и выше. Часто весна наступает рано и температура в мае +20°С — +23°С. Сентябрь — начало октября бывают тёплыми, с кратковременными дождями.
Наблюдается повышение температуры воздуха с севера на юг и юго-восток республики. В зимний период бывают оттепели, в отдельные дни — метели, а иногда наносит ущерб сельскому хозяйству образующийся гололёд, вызывая обледенение травостоя озимых культур и пастбищ.
Специфической особенностью территории республики являются засухи и суховеи: летом бывают до 120 суховейных дней. Регион является самым засушливым на юге европейской части России. Годовое количество осадков составляет 210—340 мм.
Большая часть Калмыкии — зона сильных ветров, имеет значительные ветроэнергетические ресурсы.

## Почвы
Структура почвенного покрова Калмыкии формируется при тесном взаимодействии биоклиматического и геоморфолого-литологического факторов. Их многообразие — причина полигенетичности структуры почвенного покрова региона, его разнообразия, сложности и комплексности.
Основные типы ландшафтов и почв Калмыкии:
- Прикаспийская молодая аллювиально-морская лиманная равнина с чернополынными, белополынными и типчаково-ковыльными полупустынями на солонцах и солончаках;
- Черноземельская древнедельтовая песчаная равнина с белополынными, бело-полынно-эркековыми и прутняковыми пустынями на слаборазвитых бурых песчаных и открытых песках;
- Ергенинская эрозионно-возвышенная равнина с белополынно-ковыльно-типчаковыми и белополынными степями на комплексах светло-каштановых почв с солонцами;
- Манычская ложбина с солянковыми и полынными степями и полупустынями на каштановых и солонцевато-солончаковых почвах;
- Северо-Восточная периферия Ставропольской возвышенности со злаковыми и полынно-разнотравными степями на чернозёмах[13].

## Растительный мир
Калмыкия находится в 4-х природных зонах: степная, сухостепная, полупустынная и пустынная. Равнинный рельеф и резко континентальный климат определили биоразнообразие Калмыкии. Растительное биоразнообразие Калмыкии включает более 800 видов, принадлежащих примерно 80 семействам. Более 300 видов из них представляют собой ценные и перспективные в хозяйственном отношении (кормовые, лекарственные, пищевые, технические, декоративные, фитомелиоративные). Среди них наиболее интенсивно используются, пастбищные растения, принадлежащие к семействам злаковых, маревых, сложноцветных. Некоторые из них играют почвозащитную роль (различные виды астрагалов, терескен серый, джузгун безлистный, колосняк гигантский (кияк), кохия простёртая).
    
Естественные кормовые угодья занимают 5321,0 тыс. га, что составляет 71,2 % территории Калмыкии и представлены сенокосами и пастбищами. Сенокосы занимают около 107 тыс. га, или 2 % от общей площади кормовых угодий. Растительность сенокосов составляют, в основном злаковые: бекмания обыкновенная, пырей ползучий. Под воздействием постоянных антропогенных процессов качественный состав ухудшается, разрастается малопродуктивное разнотравье: девясил британский, подмаренник цепкий, горец птичий.
Видовой состав растений изменяется с запада на восток: степные сообщества постепенно сменяются пустынными. В травостое сухой степи на каштановых почвах преобладают дерновинные злаки: ковыль Лессинга, овсяница валисская. Более требовательные к влаге виды злаков и разнотравье сменяют засухоустойчивые виды: тысячелистник благородный, полынь австрийская, реже полынь белая. В полупустынной зоне на светло-каштановых и бурых почвах сформировалась полынно-дерновиннозлаковая растительность. В зависимости от состава почв изменяется растительность пустынной степи. Общим признаком полупустынных пастбищ является то, что белая полынь и другие ксерофильные виды становятся доминирующими растениями в комплексах.
В восточной части Калмыкии преобладают супесчаные и песчаные почвы, с псаммофильными видами злаков и разнотравья.
На территории Калмыкии произрастает более 100 видов лекарственных растений, из них применяемых в научной медицине — 53 вида. Наиболее разнообразен состав лекарственных растений на Ергенинской возвышенности и в юго-западных районах. Из дикорастущей флоры республики в Красную книгу России занесены 16 видов растений, более 113 видов отнесены к редким и исчезающим растениям, 15 из них относятся к видам, запрещённым к сбору (пырей ковылистый, лук низкий, спаргиа коротколистная, майкарган волжский, солодка Коржинского, солодка голая, касатик карликовый, касатик кожистый, бельвадия сарматская, тюльпан Шренка, тюльпан двуцветковый, ковыли перистый и красивейший, цингерия Бибершнейна, живокость пунцовая).

## Животный мир
Фауна млекопитающих насчитывает около 60 видов. Самую многочисленную группу составляют грызуны. Среди хищных млекопитающих обычны волк, лисица, корсак и светлый хорь.
Из внесённых в Красную книгу млекопитающих в Калмыкии достоверно обитает перевязка. Устойчивые поселения этого зверька сохраняются в Лаганском районе. Единичные встречи перевязки отмечались в Черноземельском и Яшульском районах.
Вызывает тревогу судьба сайгака. Происходит сокращение мест обитания, вытеснение животных в менее благоприятные территории — в зону пустынь. В настоящее время площадь, пригодная для обитания сайгака, сократилась до 20-25 тыс. км² и продолжает претерпевать существенные изменения. В настоящее время численность популяции сайгака держится в пределах 13-15 тысяч особей По данным учёта 2011 года, общая численность сайгаков в Калмыкии составила всего 12870 особей, причём доля взрослых самцов в популяции составляет, по разным данным, всего от 1 до 10 % (в «лучшие» годы).
Республика Калмыкия находится в самом центре Черноморско-Каспийского пролётного пути птиц, являющегося одним из основных в Европейской части России. По данным учёных, в направлении степей и полупустынь Азово-Каспия мигрируют около 7,04 млн. речных уток, 5,59 млн. нырковых уток, 953 тыс. гусей и 2,074 млн. лысух.
Гнездовая фауна птиц насчитывает более 150 видов. Целинные участки и полупустыни населяют жаворонки нескольких видов.
Большим числом видов представлен комплекс водных и околоводных птиц, населяющих побережья и острова внутренних водоёмов и северо-западного Каспия. Фоновыми гнездящимися видами являются кряква, серая утка, красноголовый нырок, серый гусь, лебедь-шипун, серая цапля, чайки, степная трикушка, серебристая и озёрная чайки, речная крячка, морской зуёк.
В Калмыкии регулярно или спорадически гнездятся 16 видов, внесённых в Красную книгу (отряд Веслоногие — розовый пеликан, кудрявый пеликан; отряд Аистообразные — колпица, каравайка; отряд Гусеобразных — савка; отряд Соколообразных — курганник, степной орёл, могильник, орлан-белохвост; отряд Журавлеобразных — авдотка, ходулочник, шилоклювка, черноголовый хохотун).
Устойчивое состояние популяции сохраняет канюк-курганник. Однако сокращение площадей лесонасаждений приводит к сокращению ёмкости гнездовых стадий этого вида. В пустынной части Калмыкии плотность гнездящихся пар курганника остаётся очень низкой. В некоторой степени сохраняется тенденция к сокращению численности степного орла.
Водные биологические ресурсы Калмыкии:
Рыбохозяйственный фонд республики составляют реки Волга и Восточный Маныч, Чограйское водохранилище (площадь 185 кв. км), Сарпинские озера (оз. Сарпа — 42,6 км², оз. Барманцак — 25,8, оз. Цаган-Нур — 23,5, оз. Батыр-Мала — 21,9 км²). К побережью республики примыкает акватория Каспийского моря. Основные промысловые виды рыб: осетровые, сельдь, лещ, щука, судак, вобла, сазан, сом, краснопёрка, линь, карась, окунь.

## Полезные ископаемые
Древняя Восточно-европейская платформа на территории Калмыкии представлена Прикаспийской впадиной. Части Прикаспийской впадины — юго-западный склон Астраханского свода, Каракульско-Смушковская зона дислокаций, Сарпинский мегапрогиб и Карасальская зона. Каждая часть в свою очередь намного усложнена другими поднятиями. Мощность осадочного чехла в пределах Калмыкии составляет до 18 км в Сарпинском мегапрогибе, до 9-12 км на Астраханском своде, до 20 км в зоне сочленения Русской и Скифской платформ.
Главным элементом минерально-сырьевой базы республики являются топливно-энергетические ресурсы (нефть, газ, конденсат), стройматериалы (песок, глина, камень-ракушечник), пресные и минеральные подземные воды, агрохимическое сырьё (калийные и каменные соли, доломиты), бишофитное сырьё и другие. В Республике Калмыкия открыты два месторождения глиногипсов (Яшкульское и Ленинское). В нераспределённом фонде Республики Калмыкия находятся: Зунда-Толгинское-II месторождение известняков-ракушечников, изученных для производства извести; месторождения камней строительных (песчаников); месторождения аглопоритового сырья. В Ики-Бурульском районе республики разведано Чолун-Хамурское-II месторождение цементного сырья. Известняки-ракушечники данного месторождения отвечают требованиям, предъявляемым к карбонатной составляющей при изготовлении портланд-цемента. Для получения цемента из известняков необходимо изучение глинистого компонента.
В 1960 году было проведено системное геологическое картирование территории республики, по итогам которого были составлены геологической, гидрогеологической, геоморфологической карт территории. В результате были найдены запасы нефти и газа на юго-востоке территории и западной части республики, запасы йодо-бромных вод, поваренной и калийной соли — на севере.

## Экологическая ситуация

### Опустынивание
Почти вся Калмыкия находится в зоне аридного климата. Неучёт исходных природных особенностей региона, использование неадаптивных технологий использования природных ресурсов, прежде всего, перевыпас (допускалась 2-3-кратная перегрузка пастбищ), привели к опустыниванию. В настоящее время процессами опустынивания в той или иной степени охвачено 83 % территории Республики Калмыкия. Процесс опустынивания в Калмыкии приводит к формированию открытых и назакрепленных песчаных массивов. 25 населённых пунктов были занесены и (или) заносятся песком. Оно вызывает истощение природных ресурсов, разрушение саморегуляций экосистем.
Основными природными составляющими процесса опустынивания являются:
- ветровая эрозия, которая ведёт к выдуванию почвенного слоя, дегумификации и образованию подвижных песков;
- водная эрозия, ведущая к плоскостному смыву почв, образованию оврагов;
- засоление и загрязнение окружающей среды, высыхание озёр, снижение уровня грунтовых вод, изменение площади водоёмов и образование новых засолённых территорий.
- В последние годы к традиционным факторам деградации прибавились техногенные(освоение и разработка природных месторождений нефти и газа)[13].

К 1987 году площадь открытых песков составила 10 % территории Калмыкии. Сильному и очень сильному опустыниванию подверглось 47,8 % территории Республики. Масштаб проблемы к признанию Калмыкии зоной экологического бедствия. Постановлением Совета министров РФСФР в 1989 году утверждена "Генеральная схема по борьбе с опустыниванием Чёрных земель и Кизлярских пастбищ ". В соответствии с утверждённой схемой были начаты активные фитомелиоративные мероприятия по восстановлению деградированных пастбищ и закреплению песков. Были освоены технологии фитомелиорации на различных почвах. производство семян, трав и посадочного материала. Объёмы фитомелиротивных работ возросли с 20 тыс. га в 1986 году до 100 в 1992 году. Однако недостаток финансовых ресурсов привёл к постепенному сворачиванию работ.
Тем не менее, фоновой для Калмыкии стала слабая стадия опустынивания — 71,9 %, сильная и очень сильная — занимают — 13,3 %, тогда как в 1987 году первая из них в 1987 году составляла всего 8,3 %. В частности, этому способствовало резкое снижение в 1990-х годах поголовья выпасаемого скота, смена аридного климатического цикла на гумидный привели к демутации растительного покрова пастбищ. С 1989 года увеличилось количество выпадаемых осадков в пределах региона с 180 мм до 320 мм и более, снизилось количество дней с пыльными бурями и суховеями. Площадь открытых песков снизилась до 250 тыс. га (1998 год).
Несмотря на это, проблема опустынивания Калмыкии не утратила своей остроты, так как увеличение антропогенной нагрузки, аридности климата может вновь вызывать активизацию процессов опустынивания и, как следствие, ухудшение социально-экономического развития региона, что отражается на благосостоянии населения. По оценкам специалистов, в настоящее время идёт усиление процесса опустынивания, ухудшение состояния пастбищ.

### Вторичное засоление
Одной из самых острых экологических проблем Калмыкии является вторичное засоление почв. В Республике Калмыкия площадь засолённой пашни составила 2824,7 тыс. га., из которых 76,6 % — солонцы. Вторичное засоление распространено на 10, 2 тыс. га, из них 8, 9 тыс. га приходится на пашню. Так, только в районе Сарпинской низменности из хозяйственного оборотак 2000 году были выведены около 1500 тысяч га рисовых чеков.
Основными причинами процессов вторичного засоления почв в Калмыкии стали просчёты при проектировании и строительстве оросительных систем. В настоящее время в Республике эксплуатируются пять крупных обводнительно-оросительных систем (Сарпинская, Калмыцко — Астраханская, Право-Егорлыкская, Черноземельская, Каспийская). Мелиоративный фонд в зоне деятельности систем составляет 43 700 га, в том числе регулярного −19761 га, инициативного — 4764 га и лиманного — 19175 га. Обеспеченность дренажем меньше 15 %. До 30 % земель на этих системах изначально характеризовались плохим мелиоративным состоянием из-за высокой доли солонцов и природного засоления корнеобитаемого слоя.
Практически вся сеть магистральных, распределительных и сбросных каналов оросительно-обводнительных систем (ООС) Калмыкии выполнена в земляном русле без противофильтрационных экранов, что приводит к большим потерям воды, особенно на лёгких грунтах, способствует развитию процессов вторичного засоления, осолонцевания, подтопления и заболачивания. В зоне деятельности ООС орошаемые земли с хорошим мелиоративным состоянием по степени засоления почв (в слое 0 — 1 м) составляют 2206 га (2 %), удовлетворительным — 42017 га (37 %), неудовлетворительным — 69125,4 га (61 %), из них со средней степенью засоления — 48 %. Среднее засоление почв в метровом слое может варьировать от 0,2 до 0,6 %. По глубине залегания грунтовых вод земли с хорошим мелиоративным состоянием занимают 24451,6 га (21,6 %), удовлетворительным — 35036,8 га (30,9 %), неудовлетворительным — 53860 га (47,5 %).
Общая площадь вторично засолённых орошаемых земель с различной степенью засоления составляет около 45 тыс. га или 85 % от орошаемой площади. Вторичное засоление сильной и очень сильной степени отмечается практически на всех ООС, кроме Право-Егорлыкской ООС

### Загрязнение водоёмов
Калмыкия, в силу своего географического положения, превращена в утилизатор высокоминерализованных, химически загрязнённых вод и промышленных стоков. Техногенными источниками загрязнения водоёмов Республики являются прилегающие к Калмыкии предприятия топливно-энергетического, металлургического, химического и сельскохозяйственного комплексов Волгоградской, Астраханской областей и Ставропольского края. В водоёмы Республики ежегодно сбрасывают около 3 млн м3 промышленных сточных вод, содержащих более 200 наименований соединений различных классов опасности.
Существенный ущерб водным ресурсам Калмыкии причиняет Сарпинская обводнительно-оросительная система, которая сбрасывает коллекторно-дренажные воды с рисовых чек без очистки в озеро Сарпа.
Сброс загрязнённых сточных вод из соседних регионов составляет 86,3 % от общего количества сточных вод, поступающих на территорию региона.
В течение многих лет в Калмыкии для санитарной обработки овец использовались фенол и его производные. Установлено, что фенол поступал в поверхностные водотоки.
В подземных водах региона наблюдаются очаги загрязнения хлорорганическими соединениями.
В целом, по Калмыкии санитарно-химические показатели воды являются наихудшими в России, о чём подтверждается официальными статистическими данными, приведёнными в государственных докладах «О санитарно-эпидемиологической обстановке в Российской Федерации» за 1998—1999 годы. 84,7 процентов проб воды не отвечают нормативным требованиям по санитарно-химическим показателям, 30 — микробиологическим, а в сельских системах водоснабжения, соответственно, 91 и 52 процента. Доведению основных параметров питьевой воды до соответствия требованиям ГОСТа по основным показателям препятствуют техническая изношенность действующих систем водоснабжения и водоотведения, отсутствие необходимого комплекса очистных сооружений, обеззараживающих установок, и, как следствие, недостаточная водоподготовка и устаревшие методы обработки воды. Питьевая вода города Элисты и райцентров республики не соответствует современным гигиеническим нормативам по органолептическим показателям, содержанию фтора, неорганических веществ 1 и 2 класса опасности.
На фоне некачественной питьевой воды значительно ухудшаются показатели здоровья населения. Количество заболеваний мочеполовой системы выше общероссийского уровня на 41,2 %, эндокринной системы — 29,8 %, инфекционных и паразитарных заболеваний — на 96,0 % (по состоянию на 2012 год).
Основным фактором, разрушающим среду обитания водных биоресурсов Каспийского моря, является загрязнение нефтепродуктами, сточными водами и т. д. Повышение уровня моря и участившимися нагонами водных масс на освоенную приморскую полосу в последние годы увеличивается смыв в прибрежные воды химических веществ и других продуктов жизнедеятельности, ухудшаются условия естественного размножения и нагула рыб, привело к выводу из сельхозоборота 300 тысяч га сельхозугодий, подтоплению города Лагани, сёл Буранное, Красинское, Джалыково.

## Особо охраняемые природные территории
Система особо охраняемых природных территорий Калмыкии начала формироваться в начале 1960-х годов в условиях нарастающего антропогенного воздействия на природу.
В 1963 году в республике появилась первая охраняемая территория — республиканский заказник «Ханата», в 1967 году — республиканский заказник «Степной». А спустя ещё два десятилетия почти одновременно были созданы три заказника всероссийского значения — «Сарпинский», «Харбинский» и «Меклетинский». Все они образованы во исполнение постановления Совета Министров РСФСР № 14 от 6 января 1982 года и начали фактически функционировать в 1987—1988 гг. в соответствии с постановлениями Совмина Калмыцкой АССР. Все три заказника в настоящее время имеют статус заказников федерального значения.
В 1990 году постановлением Совета Министров РСФСР был создан заповедник «Чёрные земли». В 1993 году он получил статус биосферного, а в 1996 году к заповеднику был присоединён участок «Маныч-Гудило».
Система охраняемых природных территорий республиканского значения в настоящее время представлена природным парком «Волго-Ахтубинское междуречье», 9 заказниками («Тингута», «Морской Бирючок», «Каспийский», «Чограйский», «Зунда», «Южный», «Состинский», «Ханата» и «Лесной») и 9 памятниками природы («Городовиковская дубовая роща», «Цоросовская лесная роща», «Дубовая роща» (Яшалтинский район), «Дубовая роща» (Элиста), «Одинокий тополь с каскадом родников», «Санаторная роща», Группа родников "Киитн булг", «Остров тюльпанов», «Байрачный лес»)